# 矢野誠 (ミュージシャン)
矢野 誠（やの まこと、1947年6月25日 - ）は、日本の作曲家・編曲家・音楽プロデューサー・ピアニスト。

## 人物
1947年生まれ。東京都出身。幼少時から英才教育を受け、オーストラリア留学を経て、桐朋学園大学音楽学部作曲科に入学した。
1970年代初めからオリジナル・ムーンライダーズ（元はっぴいえんどの松本隆を中心とした、現在のムーンライダーズの前身バンド）のオルガニストを経て、細野晴臣らのキャラメル・ママ、ティン・パン・アレー系のミュージシャンや、松本隆、筒美京平らと協力しながら活動。
無名の頃の大貫妙子を紹介、シュガー・ベイブ結成のきっかけを作っている。
1972年、南沙織、ブレッド&バターなどのアルバムで編曲家としてデビュー。以降、ストリングスやホーン、和楽器、ピアノ、シンセ等を中心に独特の歯切れよい斬新なアレンジでニューミュージックの幕開けを担い新たな音楽シーンを開拓した。
あがた森魚、矢野顕子、吉田美奈子、ムーンライダーズ、石川セリ、井上陽水、岡林信康、喜納昌吉をはじめ、UNICORNの奥田民生、THE BOOMの宮沢和史、サニーデイ・サービス等100組以上のアレンジ・プロデュースを手がけた。
「花〜すべての人の心に花を〜」（喜納昌吉）の制作者としてNHKのドキュメンタリーにも出演している。

### 私生活
1974年、プロデュース相手であった鈴木顕子と結婚。『クイーン・ソングス』の発売頃に離婚したが、一男をもうけている（長男は、元妻の再婚相手である坂本龍一の養子となっていた時期がある）。元妻は矢野と離婚後も、矢野姓を用いて音楽活動を行っている。長男はすでに結婚しており、2014年秋に1児（矢野にとっては孫）の父となっている。

## 主な作曲・編曲楽曲

### アルバム
- 1970年代
  - シローとブレッド&バター『Moonlight』1972年3月（うち1曲「やすらぎ」のストリングスアレンジ、バックボーカル）
  - 南沙織『早春のハーモニー』1972年9月（3曲編曲。作曲：筒美京平）
  - 日野原幼紀『螺旋時間』1972年（キーボード演奏、編曲）
  - 比呂公一『果樹園』1972年（うち3曲編曲）
  - つなき&みどり『雨の軽井沢』1973年（編曲。作曲：筒美京平）
  - 石津善之『時計も止まったままだから』1973年6月（プロデュース、編曲、ピアノ）
  - 南佳孝『摩天楼のヒロイン』1973年9月（編曲、ピアノ演奏）※松本隆プロデュース
  - 尾崎紀世彦『許しておくれ/尾崎紀世彦アルバム No.8』1974年4月（うち2曲編曲）
  - 沢チエ「23-TWENTY-THREE YEARS OLD」1974年7月（キーボード演奏、作曲・編曲。作詞：安井かずみ）
  - 佐藤公彦『片便り』1974年（編曲）
  - アグネス・チャン『あなたとわたしのコンサート』1974年（うち3曲編曲）
  - あがた森魚『噫無情（レ・ミゼラブル）』1974年（ストリングスアレンジ）※松本隆プロデュース
  - 小坂忠『HORO』1974年（ストリングスアレンジ）
  - 南沙織『ひとかけらの純情』『夏の感情』1974年（編曲）
  - 佐藤健『僕は今ひとり』1974年10月（プロデュース）
  - 細野晴臣『TOROPICAL　DANDY』1975年（ストリングスアレンジ）
  - 布施明『シクラメンのかほりから』1975年（うち4曲編曲）
  - あがた森魚『日本少年（ヂパング・ボーイ）』1976年1月（鈴木慶一とともにCoプロデュース・編曲）※細野晴臣プロデュース
  - 井上陽水『招待状のないショー』1976年3月（うち4曲編曲）
  - 矢野顕子『JAPANESE GIRL』1976年7月（プロデュース・編曲、「小東洋」名義）※矢野顕子のデビュー・アルバム。
  - 鈴木慶一とムーンライダーズ『火の玉ボーイ』1976年（ストリングスアレンジ）
  - 吉田美奈子『FLAPPER』1976年（ストリングスアレンジ）
  - 矢野顕子『長月 神無月』1976年（プロデュース） ※デビューコンサートのライブ盤
  - ブレッド&バター「BREAD&BUTTER」1976年（うち6曲編曲）※1975年10月8日芝・郵便貯金ホールでのライブ盤
  - 矢野顕子『いろはにこんぺいとう』1977年（プロデュース・編曲）
  - 石川セリ『気まぐれ』1977年（プロデュース・編曲）※「Moonlight Surfer」「ダンスはうまく踊れない」収録
  - 野沢享司『Kyoji-Travelin'』1977年（編曲）
  - 喜納昌吉&チャンプルーズ『喜納昌吉&チャンプルーズ』1977年（プロデュース）
  - あがた森魚『君のことすきなんだ』1977年（プロデュース・編曲）
  - NIAGARA FALLIN' STARS『LET'S ONDO AGAIN』1978年（キーボード、ストリングスアレンジ）
  - 桑江知子『熱風』1979年（うち2曲編曲、キーボード）
  - 越美晴『おもちゃ箱』1979年（編曲、キーボード）
  - 中原理恵『夢つれづれ』1979年（編曲。作詞：松本隆）
  - 『ロックミュージカル ハムレット』1979年（音楽監督、編曲。音楽監修：筒美京平）※桑名正博、岩崎宏美等が出演したロックミュージカルの実況録音盤。
- 1980年代
  - チャクラ『CHAKRA』1980年（プロデュース）※ボーカル：小川美潮
  - PANTA『KISS』1981年（プロデュース）
  - 石川セリ『星くずの街で』1981年（プロデュース・編曲）
  - 喜納昌吉『祭(CELEBRATION)』1982年（編曲）※「花」収録
  - 石川セリ『メビウス』1982年（プロデュース・編曲）
  - 石川セリ『BOY』1983年（プロデュース・編曲）
  - かしぶち哲郎『リラのホテル』1983年（うち2曲のストリングスアレンジ）
  - ROMY『KI.A.I』1985年（プロデュース）※石川セリの実妹である石川ひろみ
  - 小田裕一郎『ODA.2』1985年（うち4曲編曲）
  - 友部正人『6月の雨の夜、チルチルミチルは』1986年（プロデュース）
  - 小田裕一郎『ODA-3　LIFE 』1986年（編曲、コ・プロデュース）
  - あがた森魚『バンドネオンの豹』1987年（うち1曲「パール・デコレーションの庭」矢野顕子と編曲）
- 1990年代
  - UNICORN『おどる亀ヤプシ』1990年（うち1曲「12才」編曲）
  - 吉岡忍『BREITH』1995年（編曲）
  - 村松崇継『窓』1996年（プロデュース、編曲）
  - KOUJI『橋を渡る少年』1996年（編曲）
  - 高取淑子『甘い水』1998年（編曲）

### シングル、一部提供など
- 1970年代
  - いしだあゆみ「しあわせ」1972年（作曲・編曲。作詞：橋本淳）
  - 亀渕友香「ひとりぼっちのトランプ」1973年（作曲・編曲。作詞：みやざきみきお（マリア四郎））※シングル「眠れないわ」のB面
  - ブレッド&バター「名前を忘れた女」1973年（編曲。作詞・作曲：岩沢幸矢）※シングル「誰が好きなの」のB面
  - ザリバ「或る日」1974年（編曲。作詞：石津善之、作曲：筒美京平）※矢野顕子在籍バンドのデビュー・かつ唯一のシングル。
  - オフコース「忘れ雪」「水いらずの午後」1974年（編曲。作詞：松本隆、作曲：筒美京平）
  - ザ・スリー・ディグリーズ「ミッドナイト・トレイン」1974年（キーボード、編曲。作詞：松本隆、作曲：細野晴臣）
  - しばたはつみ「合鍵」1974年（編曲。作詞:岡田冨美子、作曲:鈴木邦彦）
  - 梶芽衣子「舟にゆられて」1974年（作曲。作詞片桐和子、編曲青木望） ※アルバム『去れよ、去れよ、悲しみの調べ』収録
  - 日暮し「別れの詩」「シンシル島」（編曲）
  - あがた森魚「僕は天使ぢゃないよ」1975年（編曲。作詞・作曲：あがた森魚）
  - 小林麻美「遅すぎた言い訳」1975年（編曲。作詞:安井かずみ 作曲:筒美京平）
  - 井上陽水「Good,Good-Bye」1975年（編曲）
  - 井上陽水「青空、ひとりきり」1976年（編曲）
  - 石川セリ「SEXY」1976年（編曲。作詞・作曲：下田逸郎）※東京テアトル配給映画『身も心も』テーマ・ソング
  - 横本メイ「すてきな貴方」1976年（編曲。作詞：阿久悠、作曲：筒美京平）
  - GIRLS（ガールズ）「野良猫」1977年（編曲。作詞：鳴海昌明、作曲：小田裕一郎）
  - 石川セリ「ダンスはうまく踊れない」1977年（編曲。作詞・作曲：井上陽水）
  - 喜納昌吉&チャンプルーズ「ハイサイおじさん」1977年（編曲。作詞・作曲：喜納昌吉）
  - 越美晴「ラブ・ステップ」「いたずらアンニュイ」1978年（編曲。作詞・作曲：越美晴）
  - 越美晴「マイ・ブルー・サマー」「いいきなものね」1979年（編曲。作詞・作曲：越美晴）
  - 相本久美子「チャイナタウンでよろめいて」1979年（編曲。作詞：松本隆　作曲：穂口雄右）
  - 中原理恵「枕詞」1979年（編曲。作詞：松本隆、作曲：筒美京平）
  - 近田春夫「ああ、レディハリケーン」1979年（編曲。作詞：楳図かずお、作曲：近田春夫）
- 1980年代
  - アパッチ「宇宙人ワナワナ」1980年（作曲・編曲。作詞：ちあき哲也）※ハードコアテクノ歌謡
  - 石川秀美「哀しみのブリザード」1982年（編曲）
  - 菊地真美「縞馬に乗ったセクレタリー」「PENNYの秘密」1982年（編曲。作詞：菊地真美　作曲：矢野顕子）
  - 中原理恵「風が吹いたら恋もうけ」1982年（編曲。作詞：伊藤アキラ、作曲：大瀧詠一）
  - 三原じゅん子「セクシーズン」（作曲・編曲。作詞：竹花いち子）
  - 森進一「霧のジブラルタル」1983年（編曲。作詞：松本隆、作曲：筒美京平）
  - 村越裕子「京都の恋」「セクシーズン」1984年（編曲）
  - 梓みちよ「耳飾り」1984年（編曲。作詞:安井かずみ 作曲:加藤和彦）
  - 山口かおり「フィフティーン・ラブ ～口唇の秘密～」1985年（編曲、作詞：三浦徳子、作曲：財津和夫）
  - 小田裕一郎「Let Me Know」1985年（編曲）
  - イリヤ&小田裕一郎「グッド ラック」「手のひらの夢」1985年（編曲。作詞：鈴木博文、作曲：小田裕一郎）
  - 小田裕一郎「クルージングナイト」1985年（編曲。作詞・作曲：小田裕一郎）
  - 佐野元春「CHRISTMAS TIME IN BLUE -聖なる夜に口笛吹いて-」1985年11月（ストリングスアレンジ。作詞・作曲・編曲：佐野元春）
  - 山口かおり「め・ま・い3秒」1986年（編曲。作詞・作曲：松宮恭子）
  - 早瀬優香子「祭（さい）」「大きな言語と小さな願望」1986年（編曲）
  - 石野陽子「ジェラシーには鍵を」1989年（編曲。作詞：麻生圭子、作曲：南佳孝）
- 1990年代
  - 高岡早紀「Ni-ya-oo」1991年（編曲。作詞：森雪之丞、作曲：高橋鮎生）
  - 吉岡忍「春の風」1995年（編曲。作詞：吉岡忍、作曲：吉良知彦）
  - サニーデイ・サービス「御機嫌いかが?」「街へ出ようよ」1995年（プロデュース、編曲。作詞・作曲：曽我部恵一）
  - 高取淑子「うつせみ」1998年（編曲）
  - さねよしいさ子「天使のほほえみ」1999年（編曲）

## ソロアルバム
- 『INJECTION』　MAKOTO HIGHLAND BAND　1979年4月1日
  - MAKOTO HIGHLAND BAND：矢野誠(Key), MR.COMPUTER WITH KAMIYA TEAM(Prog), GEORGE YOUNG(Sax), DEBORAH MCDUFFIE(Cho), DAMARIS CORTESE(Cho), 高橋幸宏(Dr,Per), 仙波清彦(Per), 後藤次利(EB), 多グループ(Str)
- 『百和香(HAKUWAKO)』1994年2月21日
- 『あむ』1999年1月13日
- 『あむ〜Chorusing』2000年10月4日
- 『あむ〜ブルックナー・フェスティバル 2002』2003年5月21日
- 『あむ ～Piano's うたう』2011年7月27日

## コラボアルバム
- 『クイーン・ソングス』1979年3月（矢野誠プロデュース、featuring矢野顕子） ※クイーンのインストカバー集
- 『雲のタクシー』1994年6月21日（友部正人&矢野誠）

## 参加楽曲、客演など
- 布谷文夫「からのベッドのブルース」1972年8月（ピアノ）※演奏メンバー：細野晴臣(b), 松本隆(ds), 田村(g), 矢野誠(p) ※アレンジアドバイザー：大瀧詠一
- 布谷文夫『悲しき夏バテ』1973年（ピアノ）※プロデュース：大瀧詠一。※演奏メンバー：伊藤銀次(g), 藤本雄志(b), 上原裕(ds), 駒沢裕城(ペダルスティール、ドブロ),　矢野誠・松任谷正隆(p)
- スリーディグリーズ「にがい涙」「Midnight Train」1974年（キーボード）※演奏メンバー：細野晴臣(b), 林立夫(ds), 鈴木茂(g), 矢野誠(p) ※プロデューサー：松本隆
- 『1973.9.21 SHOW BOAT 素晴しき船出』1974年　※1973年9月21日 文京公会堂でのはっぴいえんど解散時のライブ盤。共演：南佳孝、吉田美奈子、ココナツ・バンク）
※オリジナル・ムーンライダーズのキーボード＆ブラスアレンジとして参加。※演奏メンバー：松本隆(ds＆プロデュース), 山本浩美(vo), 鈴木博文(b), 鈴木順(g).
- 『1974 HOBO'S CONCERTS V』1976年6月　※1974年 シアターグリーンでおこなわれたイベントのライブ盤。
※布谷文夫&ココナツバンクスのキーボードとして参加。※演奏メンバー：布谷文夫(vo), 伊藤銀次(g), 上原裕(ds), 藤本雄二(b), 矢野誠(kb)
- 岡林信康『1973PM9:00→1974AM3:00』1975年（キーボード）※1973年大晦日から1974年元旦にかけて行われたライブ。
※演奏メンバー：松本隆(ds), 細野晴臣(b), 矢野誠 & 鈴木慶一(kb), 伊藤銀次(g).
- 岡林信康『金色のライオン』1973年（キーボード。松本隆プロデュース）
- 岡林信康『誰ぞこの子に愛の手を』1975年（キーボード。松本隆プロデュース）

## テレビ・映画音楽

### テレビ・ドラマ
- 長崎犯科帳 1975年（音楽）
- NHK みんなのうた 「エガオトッテケ!」1983年（編曲。作詞・作曲：E・Sアイランド、うた： サナエ）
- NHK みんなのうた 「ショボクジラ・チビコブラ」1987年（作・編曲。作詞：岡部知子、うた： 東京放送児童合唱団）

### 映画
- 天国の駅 HEAVEN STATION 1984年（音楽。音楽監督は加藤和彦）